# Rakovník
Rakovník (niem. Rakonitz) − miasto w Czechach, w kraju środkowoczeskim. Według danych z 2023 powierzchnia miasta wynosiła 1 850 ha, a liczba jego mieszkańców 16 731 osób.
W mieście rozwinął się przemysł maszynowy, ceramiczny oraz browarniczy. W mieście jest stacja kolejowa Rakovník.

## Demografia
| Rok             | 1970   | 1980   | 1991   | 2001   | 2003   |
| --------------- | ------ | ------ | ------ | ------ | ------ |
| Liczba ludności | 13 103 | 16 233 | 17 425 | 16 695 | 16 473 |

Źródło: Czeski Urząd Statystyczny

## Miasta partnerskie
- Dietzenbach, Niemcy
- Istra, Rosja
- Weert, Holandia
- Král'ovský Chlmec, Słowacja
- Kościan, Polska